# K-X-P
K-X-P est un groupe finlandais de musique électronique, originaire de Helsinki. Le groupe est composé de Timo Kaukolampi (chant, électronique et guitare), Tomi Leppänen (batterie), Anssi Nykänen (batterie), et Tuomo Puranen (basse). Pour leur deuxième album II, le groupe signe avec Melodic Records au Royaume-Uni.

## Histoire

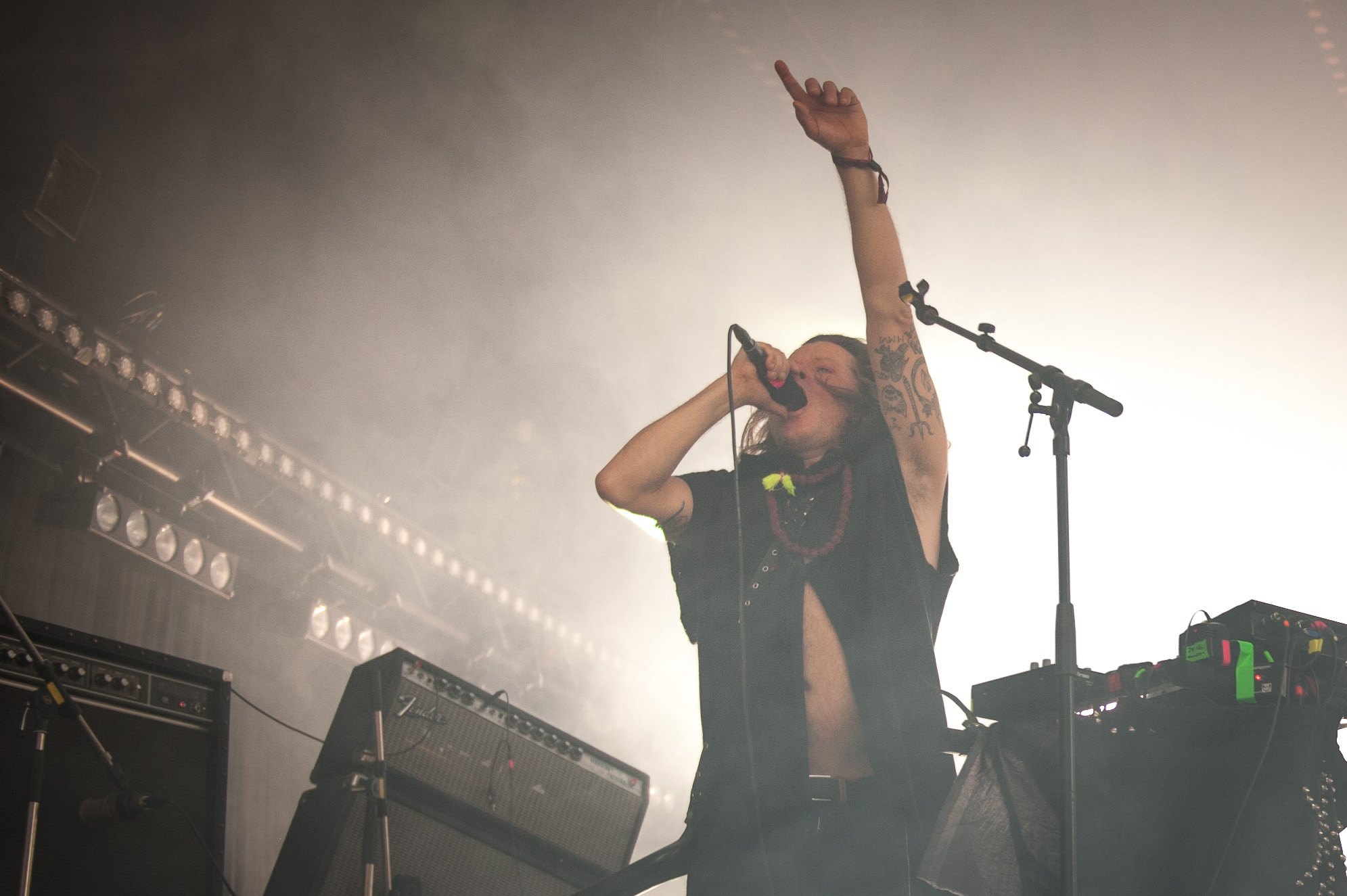
Timo Kaukolampi de K-X-P au Flow Festival à Helsinki, août 2015.

Kaukolampi et Puranen ont tous deux fait partie d'Op:l Bastards, avant de former K-X-P en 2006. Le groupe n'existait que dans des sessions de jam en studio jusqu'à ce que leurs démos atteignent le label Smalltown Supersound (Norvège).
K-X-P s'appelle d'abord K-N-P, acronyme de Kaukolampi, Nykänen, Puranen. Anssi Nykänen (le N) jouait toujours avec d'autres groupes et artistes, et le N devient donc X, marquant un mystérieux changement de batteur. K-X-P enregistre avec les deux batteurs Anssi Nykänen et Tomi Leppänen en studio. Il y a quelques rares concerts avec les deux sur scène. Tomi Leppänen, qui joue également avec Circle, Aavikko et Pharaoh Overlord, est le batteur attitré de la plupart des concerts. Lauri Porra, bassiste finlandais de Stratovarius, joue également souvent avec le groupe, tant sur scène que sur leurs enregistrements.
En 2010, le groupe sort son premier disque, l'album éponyme K-X-P, qui reçoit des critiques favorables de Q Magazine, Future Music, Pitchfork et XLR8R. Ils décrivent leur son comme « original - electronic - Motorhead - space - trance - spiritual - rock - meditation - freejazz ». Les critiques de Mojo et Clash Magazine définissent également le son comme ayant un fort élément krautrock. Pitchfork déclare que « leur musique est incroyablement rythmée, leurs grooves - dark disco paranoïaque et motorik - sont profonds. ».
Le groupe sort un deuxième album en février 2013 intitulé II et noté 7/10 sur Pitchfork. Ils ont fait une tournée pour soutenir l'album à partir de mars 2013. Le troisième album de K-X-P est publié par Svart Records en deux parties, III Part 1 en 2015 et III Part 2 en 2016. Les deux reçoivent de bonnes critiques de Q Magazine et The Wire,,.
En 2017, les membres du groupe Tuomo Puranen et Timo Kaukolampi composent une bande originale pour le long métrage Euthanizer. Leur travail est récompensé dans la catégorie meilleure bande-son de film aux Jussi Awards 2018. À l'été 2018, le groupe publie un vinyle en édition limitée « white label » de musique inédite, qui n'était disponible à la vente que lors de leurs concerts. Le quatrième album de K-X-P, intitulé IV, sort chez Svart Records en mai 2019.